# Ángel Polivio Sánchez Loaiza
Ángel Polivio Sánchez Loaiza (Ayapamba, Atahualpa, Provincia de El Oro, 10 de septiembre de 1946), es un sacerdote y obispo católico ecuatoriano, emérito de Machala.

## Biografía
Nació en la comunidad de Ayapamba, Cantón Atahualpa, Provincia de El Oro.

### Estudios realizados
Estudió Filosofía en el Seminario de Ambato, continuó su formación sacerdotal en el seminario mayor de San José de Quito y estudió Teología en la Pontificia Universidad Católica de Ecuador.

### Ordenación Sacerdotal
Se ordenó sacerdote el 3 de agosto de 1975.

#### Cargos desempeñados
Como sacerdote ha sido vicario parroquial, párroco, vicario general de Machala y director de la comisión para la pastoral social.

### Ordenación Episcopal

#### Obispo de Guaranda
Fue nombrado V Obispo de Guaranda el 25 de noviembre del 2004, por el Papa Juan Pablo II y consagrado el 18 de diciembre del mismo año.

#### Obispo de Machala
Fue nombrado V Obispo de Machala, el 20 de julio del 2013, por el Papa Benedicto XVI y consagrado el 14 de septiembre del mismo año.
El 27 de septiembre de 2022 fue aceptado su renuncia al gobierno pastoral de la diócesis de Machala.